# SMS Kronprinz
De SMS Kronprinz was de laatste uit een reeks van vier dreadnoughts in de König-klasse. De Kronprinz was tijdens de Eerste Wereldoorlog in dienst bij de Kaiserliche Marine. De kiel werd in november 1911 gelegd en op 21 februari 1914 te water gelaten. Ze nam dienst bij de Hochseeflotte op 8 november 1914, enkele maanden na het uitbreken van de oorlog in Europa. De naam betekent "Kroonprins" en verwijst naar Kroonprins Wilhelm, de zoon van keizer Wilhelm II en in juni 1918, enkele maanden voor het einde van de oorlog, werd het schip hernoemd naar SMS Kronprinz Wilhelm. De Kronprinz was bewapend met tien 30,5 cm kanonnen in vijf dubbele torens en kon een snelheid van 21 knopen (39 km/h) halen.
Samen met haar drie zusterschepen König, Markgraf en Grosser Kurfürst nam de Kronprinz  deel aan de meeste vlootacties tijdens de oorlog, met inbegrip van de Slag bij Jutland op 31 mei en 1 juni 1916. Hoewel ze redelijk vooraan in de linies gepositioneerd was, liep ze geen schade op. Op 5 november 1916 werd het schip getorpedeerd door de Britse onderzeeër HMS J1 tijdens een operatie langs de Deense kust. Na enkele reparaties nam ze deel aan operatie Albion, een amfibische aanval in de golf van Riga. Hier beschadigde de Kronprinz het Russische schip Tsarevich en dwong haar terug te trekken.
Na de Duitse nederlaag aan het westfront en de ondertekening van de wapenstilstand op 11 november 1918 werd de Kronprinz, evenals de meeste andere Duitse slagschepen van de Hochseeflotte geïnterneerd door de Royal Navy in Scapa Flow. Het schip werd ontwapend en de bemanning werd tot een minimum teruggebracht, terwijl de geallieerden onderhandelden over de eisen voor het Verdrag van Versailles. Op 21 juni 1919, enkele dagen voor de ondertekening van het verdrag, beval de Duitse admiraal Ludwig von Reuter dat de bemanning alle schepen gecontroleerd moest laten zinken, om te voorkomen dat deze definitief in Britse handen zouden vallen. In tegenstelling tot de meeste gezonken schepen, werd het wrak van de Kronprinz nooit weggehaald. Het ligt nog steeds op de bodem van de baai.